# Tatort: Wat Recht is, mutt Recht blieben
Wat Recht is, mutt Recht blieben ist ein deutscher Fernsehkrimi des NDR und wurde am 2. Mai 1982 im Deutschen Fernsehen erstmals ausgestrahlt. Es ist die 136. Folge der Kriminalreihe Tatort und der einzige Fall von Hauptkommissar Schnoor, gespielt von Uwe Dallmeier. Schnoor hat es mit dem Mord an einem Wochenendsegler und -angler aus Hamburg in einem kleinen Dorf an der Elbmündung zu tun. Der Film wurde zu weiten Teilen in Niederdeutsch produziert und mit hochdeutschen Untertiteln ausgestrahlt.

## Handlung
Peter Burmeester geht mit seinen Freunden und alten Schifffahrtskollegen Rufus Beller, Jakob Mühlensiepen und Johannes Hansen auf die Beerdigung seines Enkels Klaus, der an einer Überdosis Heroin gestorben war. Anschließend bespricht er mit seinen Freunden, dass sie noch etwas zu erledigen hätten, weitere „weiße Tulpen“  kämen mit einem Schiff aus Amsterdam. Ein paar Tage später wartet Veronika Gerken im Dorf an der Elbmündung auf den Seemann Gustav Simoneit, der mit seinem Schiff die NOK-Schleuse auf seiner Passage von Amsterdam nach Stockholm passieren soll. Auch der junge Wolf Lehmann und sein Bruder Fritz scheinen auf jemanden zu warten. Der Segler und Angler Lutz Märken aus Hamburg ist wie so oft am Wochenende an die Elbmündung gekommen, um dort seinen Hobbys nachzugehen. Burmeester hört ein Funkgespräch von Veronika Gerken mit Simoneit ab und beobachtet daraufhin, wie eine Boje von Simoneits Schiff abgeworfen und von Märken aufgenommen wird. Er tauscht die Boje heimlich aus und sein Verdacht bestätigt sich: in der Boje befinden sich Tüten mit Heroin und Geld. In der Nacht fahren Burmeester und seine Freunde aufs Meer, kehren jedoch kurze Zeit später heimlich zurück. Burmeester lauert Märken auf dessen Boot auf und tötet ihn.
Am nächsten Morgen finden Wolf und sein Bruder Fritz die Leiche und alarmieren die Polizei. Kriminalhauptkommissar Schnoor und sein Assistent Kriminalinspektor Wilfried Wilcke suchen den Tatort auf und beginnen mit den Ermittlungen. Schnoor fällt der kleine türkische Gastarbeitersohn Eren auf. Der erzählt ihm, dass Märken immer zum Aalfang in das Dorf kam. Auf Burmeesters Boot wird das Geld gefunden; er erzählt Schnoor von dem abgehörten Funkgespräch von Veronika Gerken. Daraufhin bergen Polizeitaucher aus dem Fischkasten von Burmeester die Boje mit dem Heroin. Wilcke sucht Veronika Gerken auf. Sie räumt ein, in den Drogendeal verwickelt zu sein, behauptet aber, ihren Auftraggeber nicht zu kennen und ihre Anweisungen lediglich per Telefon zu erhalten. Sie gibt zu, den ahnungslosen Gustav Simoneit angeworben zu haben. Er habe gedacht, dass es sich um eine harmlose Schmuggelei handelte; sie hingegen sei selbst abhängig. Schnoor sucht daraufhin Burmeester und seine Freunde auf. Sie sagen aus, dass Burmeesters Enkel an Heroin verstorben sei und sie, da sich niemand darum gekümmert habe, die Sache selbst in die Hand genommen hätten. Märken sei der Organisator des Drogenschmuggels gewesen, sie hätten ihn ein Jahr lang bei seinen Geschäften beobachtet. Einer von Burmeesters Freunden, der todkranke Rufus Beller, nimmt die Tat auf sich und wird von Schnoor und Wilcke unter den Augen der anderen drei Seebären abgeführt.

## Einschaltquote und Hintergrund
Die Folge basiert auf der Kurzgeschichte "Master next God" von Boy Lornsen, wurde aber erheblich abgewandelt. In der Kurzgeschichte wird der Mord nicht aufgeklärt, und das Drogengeld des Opfers bekommt die DGzRS.

Die "Bojen" sind im Original Fender mit Schraubverschluss.
Die Folge erreichte bei ihrer Erstausstrahlung 14,39 Mio. Zuschauer und somit einen Marktanteil von 41,00 %. Sie wurde im September und Oktober 1981 in Cuxhaven, Altenbruch, Neuhaus (Oste) und der weiteren Umgebung gedreht.

## Kritik
TV Spielfilm bewertete den Film mittelmäßig und kommentierte: „Karniggels in Rente: Dithmarscher Drama“